# 초상권
초상권(肖像權)이란 자기 자신의 초상에 대한 독점권을 말한다. 헌법상 인정되는 인격권의 하나로서, 자기의 초상이 승낙 없이 전시되었을 경우에는 손해배상을 청구할 수 있다. 초상권에는 인격권으로서의 초상권과 재산권으로서의 초상권이 있는데, 후자는 퍼블리시티권과 유사하다.
민법 제751조(재산이외의 손해의 배상)
①타인의 신체, 자유 또는 명예를 해하거나 기타 정신상고통을 가한 자는 재산이외의 손해에 대하여도 배상할 책임이 있다.
②법원은 전항의 손해배상을 정기금채무로 지급할 것을 명할 수 있고 그 이행을 확보하기 위하여 상당한 담보의 제공을 명할 수 있다..
다른 사람이 자신을 촬영하는 것에 대해 초상권 침해라고 주장하는 경우가 있으나 촬영 자체는 법적으로 문제가 없으며 이를 유포했을 때 책임이 있다.

## 판례
- "소설 이휘소"에서 핵물리학자인 이휘소 유족의 동의 없이 가족 사진을 무단으로 게재한 행위는 유족들의 초상권을 침해한 것이나, 이휘소가 우리 사회의 공인이 되었고, 또한 그가 사망한 지 이미 18년이 경과하였으므로, 그를 모델로 하여 이휘소라는 실명을 사용하여 창작된 소설에서 이휘소의 개인 사진을 사용하는 것은 그 소설이 이휘소에 대한 명예를 훼손시키는 내용이 아닌 한 허용되어야 한다.[1]
- 대한민국에서도 근래에 이르러 연예, 스포츠 산업 및 광고산업의 급격한 발달로 유명인의 성명이나 초상 등을 광고에 이용하게 됨으로써 그에 따른 분쟁이 적지 않게 일어나고 있으므로 이를 규율하기 위하여 이른바 퍼블리시티권(Right of Publicity)이라는 새로운 권리 개념을 인정할 필요성은 수긍할 수 있으나, 성문법주의를 취하고 있는 대한민국에서 법률, 조약 등 실정법이나 확립된 관습법 등의 근거 없이 필요성이 있다는 사정만으로 물권과 유사한 독점·배타적 재산권인 퍼블리시티권을 인정하기는 어렵다고 할 것이며, 퍼블리시티권의 성립요건, 양도·상속성, 보호대상과 존속기간, 침해가 있는 경우의 구제수단 등을 구체적으로 규정하는 법률적인 근거가 마련되어야만 비로소 퍼블리시티권을 인정할 수 있을 것이다.[2]
- 기자회견, 시위 연설 등 공적인 논쟁에서 자신의 주장을 공중이나 언론에 홍보하기 위해 타인의 시선을 집중시키는 행위를 한 경우 초상이 촬영되거나 공표되는 것에 대해 묵시적으로 승낙한 것으로 봐야 한다.[3]
- 산모의 동의없이 얼굴을 알아볼 수 없게 하는 특수한 조치를 취하지 않고 출산 동영상을 게재한 것은 초상권 침해이다.[4]
- 신생아라 할지라도, 신생아 가족 등 보호자의 사전 동의 없이 촬영을 하고 TV를 통해 방영한 것은 초상권 침해이다.[5]
- 우리 나라 국민들에게 많은 귀감이 될 수 있는 뛰어난 기업인으로서 이미 우리 사회의 공적 인물이 되었다고 볼 수 있는 경우 그 사람은 자신의 사진, 성명, 가족들의 생활상이 공표되는 것을 어느 정도 수인하여야 하고, 그 사람을 모델로 하여 쓰여진 평전의 표지 및 그 신문광고에 사진을 사용하거나 성명을 표기하는 것, 그 내용에 가족관계를 기재하는 것은 위 평전이 그 사람의 명예를 훼손시키는 내용이 아닌 한 허용되어야 한다.[6]

## 같이 보기
- 퍼블리시티권
- 저작인격권
- 인격권

## 참고 문헌
- 박경신, 사진으로 보는 저작권, 초상권, 상표권 기타 등등, 고려대학교출판부, 2009. ISBN 9788976416902